# Przemyskie Zapiski Historyczne
Przemyskie Zapiski Historyczne. Studia i materiały poświęcone historii Polski Południowo-Wschodniej – rocznik ukazujący się od 1974 roku w Przemyślu. Wydawcą jest Oddział Przemyski Polskiego Towarzystwa Historycznego.